# Agustín Gamarra Messia
Agustín Gamarra Messia (Cuzco, Virregnat del Perú, 27 d'agost, 1785 - Ingavi, La Paz, Bolívia, 18 de novembre, 1841), fou un polític i militar peruà que va ser president del Perú en dues ocasions: del 1829 al 1833 i del 1839 a 1841. El seu últim període no va poder completar-ho ja que va morir a la batalla d'Ingavi, a Bolívia, durant l'últim intent d'annexar aquesta república al Perú, que va ser una de les seves més accentuades obsessions polítiques. Va governar també a títol provisional el 1829 i del 1838 al 1840. Encarna la figura del cabdill militar ambiciós amb activa participació en la vida política peruana durant les primeres dècades de la República.

## Biografia
Al principi li van dedicar els seus pares a la carrer sacerdotal, però aviat va abandonar els estudis per abraçar la carrera de les armes, i es va allistar a l'exèrcit espanyol, on va arribar a tinent coronel, i en esclatar el moviment contra Espanya, va ingressar a l'exèrcit americà (1821) amb el grau de coronel. Va lluitar amb alguna sort en diverses ocasions fins a Ayacucho, en què servia com a cap d'estat major als exèrcits de Bolívar i Sucre.
Se li degué l'elecció del camp de batalla, un dels seus grans encerts, i que contribuí no poc a aquella victòria, després de la qual fou nomenat prefecte del departament del Cuzco i ascendí a general de divisió. El 1826 se li va confiar l'organització d'un exèrcit que, a les seves ordres, va penetrar a Bolívia, fins a Potosí, i va acabar aquella campanya amb el Tractat de Piquisa, favorable al Perú, per la qual cosa se li va conferir el grau de gran mariscal.
D'allà va marxar contra Colòmbia, a les ordres del president José de la Mar; la sort va ser contrària i va concloure amb el conveni de Girón, retirant-se l'exèrcit peruà a Piura. El president José de la Mar, trencà el conveni amb ànim d'entrar novament en guerra amb Colòmbia, però Gamarra inicià un moviment contra el president, que fou secundat a Lima proclamant-se Gamarra president interí.
Nomenat en efectivitat, va governar durant cinc anys envoltat de tota mena de dificultats, després dels quals va lliurar el poder al general Luis José d'Orbegoso, president provisional. Va sobrevenir una ruptura entre tots dos personatges, i Orbegoso es va retirar al Callao, fortificant-se allà, i Gamarra es va llançar a la revolució, proclamant al general José Francisco Bermúdez. Aquesta nova guerra civil va acabar amb l'abraçada de Maquinguayo, i Gamarra va emigrar a Bolívia. Aleshores va tenir lloc la intervenció d'Santa Cruz a la guerra del Perú entre Orbegozo i Salaverry. Gamarra es va oposar a la intervenció i va organitzar un exèrcit al Sud del Perú, que va ser derrotat per Santa Cruz a Yanacocha.
Després de diverses alternatives, i destruïda la Confederació, Gamarra va ser elegit novament president de la República i generalíssim dels exèrcits, primera i única vegada que es va concedir aquest títol al Perú. Va emprendre tot seguit la segona campanya contra Bolívia, desgraciada, ja que derrotat a Ingavi, el generalíssim no va voler retirar-se i va caure al camp de batalla lluitant com un simple soldat.
Així va acabar un dels homes més eminents i més discutits del Perú.